# 富士川之戰
富士川之戰是於日本平安時代晚期治承4年10月20日（1180年陽曆11月9日）發生在駿河國（現為靜岡縣）富士川之戰役。由平維盛所領軍的平家追討軍在富士川一地與源賴朝、武田信義等人作戰，此役是後世泛稱源平合戰的眾多戰役之一。

## 起源
被流放到伊豆國的源賴朝為響應以仁王對平家的討伐令，與北條氏、三浦氏等伊豆、相模武士於治承4年(1180)8月舉兵。雖然在石橋山之戰一役敗給了平家軍，源賴朝仍能夠以來自房總半島的千葉氏、上總氏，及武藏國的秩父一族等關東地方的武士團為核心，成功地整合成一支勁旅。
平家方面，平清盛委任平維盛作為追討軍大將，與平忠度、平知盛等人鎮壓東國的反亂。平維盛等人於治承4年(1180)9月22日從福原出發，次日抵達京都六波羅，而後於京都停留至9月29日，10月16日才到達駿河國。追討軍沿路上動員東海道、東山道諸國武士，然地方武士響應並不熱絡，且不斷出現逃兵，再加上養和飢饉造成的兵糧不足，軍隊士氣低迷。
另一方面，治承4年(1180)10月中旬，武田信義、安田義定等甲斐源氏於駿河國大敗目代橘遠茂、長田忠致等平家家臣，並將80多位平家武士斬首(鉢田之戰)。後，甲斐源氏與源賴朝合作，共同對抗平家追討軍。

## 經過
交戰雙方原本是在富士川河口兩岸呈對峙狀態，平氏各軍的指揮步調雜亂不一。根據傳說，從富士沼飛出的一群水鳥所發出的翅膀拍擊聲讓平家軍誤以為是敵軍來襲，驚慌的平家軍還因此不戰而逃。
不過真實情形應該是源氏軍中的武田信義軍為了搶頭功而貿然接近敵軍，平家軍並非將水鳥的振翅聲誤認為敵軍襲擊，反之是因為武田信義軍驚動了水鳥，讓平家軍察覺到敵軍準備趁夜偷襲。於是未做好迎擊準備的平家軍為了萬全起見決定撤退。

## 後果與影響
富士川之戰結束後，源賴朝開始以鎌倉為基地，穩固關東地區；甲斐源氏則將勢力擴展至遠江、駿河國一帶。反之平清盛所積極推動，以福原京為根據地的平家政權計畫則受到重大打擊，最後不得不將國都遷回平安京。